# Fatmawati Soekarno
Fatmawati Soekarno of gebruikelijker Fatmawati (Bengkulu (Sumatra) - 5 februari 1923 - Kuala Lumpur, 14 mei 1980) was de derde vrouw van president Soekarno, en was van 1949 tot 1960 de eerste dame van Indonesië.
Fatmawati was vijftien jaar toen Soekarno haar leerde kennen tijdens zijn verbanning
naar Sumatra. Voor haar scheidde hij van zijn tweede vrouw Ingitt. In 1943 trouwden ze. Ze kregen vijf dochters, onder wie de eerste vrouwelijke president van Indonesië, Megawati Soekarnoputri. 
Fatmawati was de eerste Indonesiër die de vlag van Indonesië officieel omhoog hees na de onafhankelijkheidsverklaring van Indonesië op 17 augustus 1945. Ze had die vlag zelf genaaid uit een rode bloeze van haarzelf en een wit hemd van haar man.
Toen Soekarno in 1953 opnieuw trouwde met Hartini, wilde hij niet scheiden van Fatmawati. Zij weigerde echter te leven in een polygaam huwelijk en verliet het presidentieel paleis. Soekarno liet haar de titel van Eerste dame tot zij in 1960 een echtscheiding wist door te drukken.
In 2000 werd zij geëerd met de titel Nationale held van Indonesië.

## Verwijzingen
In Indonesië zijn er twee openbare plaatsen naar Fatmawati vernoemd:
- Rumah Sakit Fatmawati, ziekenhuis in Jakarta.
- Bandar Udara Fatmawati Soekarno, luchthaven in Bengkulu.